# رودلف بائر
رودُلف بائر (مجاری: Bauer Rudolf; ‏ ۲ ژانویهٔ ۱۸۷۹ – ۹ نوامبر ۱۹۳۲) ورزشکار دو و میدانی پرتاب دیسک اهل مجارستان بود. از افتخارات وی میتوان به کسب مدال طلا پرتاب دیسک در بازی‌های المپیک تابستانی ۱۹۰۰ اشاره کرد.